# 连二亚硫酸盐

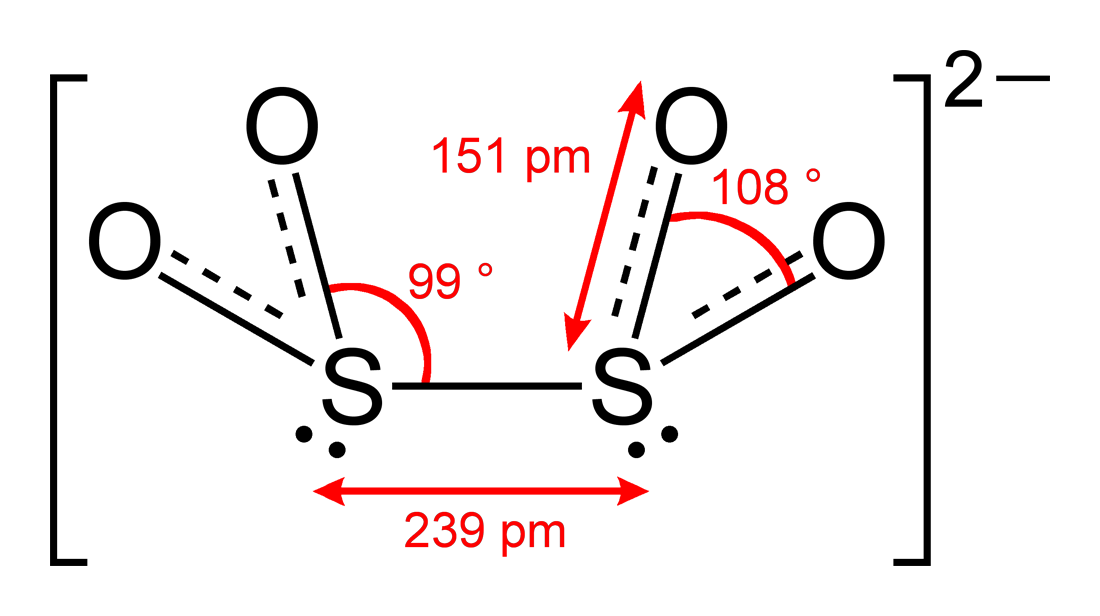
连二亚硫酸根离子的不寻常结构，有很长的硫-硫键。

连二亚硫酸盐 ([S2O4]2−)是一种硫的含氧酸盐。连二亚硫酸盐的例子有连二亚硫酸钠和连二亚硫酸锌。

## 反应
连二亚硫酸盐是一种还原剂，会氧化成亚硫酸盐：
S
2O2−
4  +  2 H2O   →   2 HSO−
3  +  2 e− +  2 H+
连二亚硫酸盐水解歧化成硫代硫酸盐和亚硫酸氢盐：
2 S
2O2−
4 + H2O → S
2O2−
3 + 2 HSO−
3
在碱的作用下歧化成亚硫酸盐和硫化物：
3 S2O42- + 6 OH- → 5 SO32- + S2- + 3 H2O
它是连二亚硫酸 (H2S2O4)的盐，不过这种酸没有实际用途。